# Sorin Grindeanu
Sorin Grindeanu, né le 5 décembre 1973 à Caransebeș, est un homme d'État roumain, Premier ministre du 4 janvier au 29 juin 2017.
Diplômé en informatique de l'université de l'Ouest, il suit une carrière universitaire puis de fonctionnaire, tout en prenant des responsabilités partisanes à partir de la fin des années 1990. Membre du Parti social-démocrate (PSD), il obtient son premier mandat électoral en 2004, comme conseiller municipal de Timișoara, ville dont il devient premier adjoint au maire en 2008. À partir de 2005, il travaille dans le secteur privé.
Élu à la Chambre des députés en 2012, il se voit confier par Victor Ponta, deux ans plus tard, la fonction de ministre de la Société de l'information dans le quatrième et dernier gouvernement de celui-ci. Remplacé au bout de onze mois, Sorin Grindeanu remporte en juin 2016 la présidence du conseil de județ de Timiș.
À la suite des élections parlementaires de décembre 2016, le PSD le propose à la fonction de Premier ministre, après le rejet de la candidature de Sevil Shhaideh et face à l'impossibilité légale du président du parti, Liviu Dragnea, d'accéder à la tête du gouvernement. Cinq mois plus tard, en juin 2017, Sorin Grindeanu est exclu du PSD et voit son gouvernement renversé par une motion de censure votée par sa propre coalition. Il assure la gestion des affaires courantes jusqu'à l'investiture de son successeur Mihai Tudose.

## Biographie

### Jeunesse
Il accomplit ses études secondaires dans sa ville natale entre 1980 et 1992. Il s'inscrit alors à l'université de l'Ouest à Timișoara pour y étudier l'informatique.
Il adhère en novembre 1996 au Parti de la démocratie sociale de Roumanie (PDSR) d'Ion Iliescu. Il est diplômé l'année suivante, puis se spécialise pendant un an en base de données.

### Vie professionnelle et débuts en politique
En octobre 1998, il commence sa vie professionnelle et sa vie politique : il devient parallèlement préparateur à la faculté de philosophie et sociologie de son université, et vice-président de l'Organisation de jeunesse du PDSR (OT-PDSR) du județ de Timiș. Il est promu assistant universitaire en octobre 2000.
Il rejoint le nouveau Parti social-démocrate (PSD), qui fusionne le PDSR et le Parti socialiste démocratique de Roumanie (PSDR), en juin 2001. Nommé directeur de la Jeunesse et des Sports du conseil de județ en novembre 2001, il est élu le mois d'après vice-président des Jeunesses sociales-démocrates (TSD) du județ.

### Ascension
Désigné au conseil national des TSD en novembre 2002, il est choisi en décembre 2003 comme président des TSD du județ de Timiș. Il quitte son poste administratif en janvier 2004. Cinq mois plus tard, il est élu au conseil municipal de Timișoara.
Il décide de rejoindre le secteur privé en janvier 2005. Il est effectivement recruté à cette époque en tant que directeur général adjoint de la société Delpack Invest SRL. Il devient trois mois plus tard premier vice-président du PSD du județ et président de la section de Timișoara.
Il est nommé directeur de l'entreprise SC Ahm Smartd SRL en mars 2008. Il y renonce dès le mois de juin pour occuper la fonction de premier adjoint au maire de Timișoara Gheorghe Ciuhandu.

### Député
Dans la perspective des élections législatives du 9 décembre 2012, il est investi candidat de la coalition Union sociale-libérale (USL) dans la deuxième circonscription électorale du județ de Timiș. Le jour du scrutin, il l'emporte par 58,9 % des suffrages exprimés avec 33,6 % de participation.
Élu à la Chambre des députés, il rejoint le groupe parlementaire du Parti social-démocrate et siège initialement à la commission des Technologies de l'information et de la Communication. Il rejoint dès février 2013 la commission de la Défense nationale, de l'Ordre public et de la Sécurité nationale. 

### Ministre
Le 17 décembre 2014, Sorin Grindeanu est nommé à 41 ans ministre de la Société de l'information du quatrième gouvernement du Premier ministre social-démocrate, Victor Ponta. Il est remplacé le 17 novembre 2015 par l'indépendant Marius-Raul Bostan, à la suite de formation du cabinet technique de l'indépendant Dacian Cioloș.
Après les élections locales du 6 juin 2016, il est porté à la présidence du conseil de județ de Timiș grâce à un accord de soutien sans participation avec l'Alliance des libéraux et démocrates (ALDE) et le Parti Mouvement populaire (PMP). Il démissionne en conséquence de la Chambre des députés.

### Premier ministre

#### Le remplaçant de Dragnea
Le 28 décembre 2016, deux semaines et demi après les élections parlementaires, il est proposé par le PSD pour le poste de Premier ministre au président Klaus Iohannis. Bénéficiant du soutien de l'ALDE, il est le second choix des sociaux-démocrates après qu'Iohannis a refusé la candidature de Sevil Shhaideh. Il indiquait pourtant le 22 décembre sur sa page Facebook n'avoir pas la volonté d'intégrer le gouvernement, s'étant engagé à aller au bout de son mandat de président du conseil de județ.
Après une courte entrevue, le chef de l'État le désigne deux jours plus tard aux fonctions de Premier ministre. L'annonce est faite via un communiqué de presse et non une déclaration comme c'est l'usage. Sorin Grindeanu bénéficie alors d'un délai de dix jours pour nommer ses ministres et obtenir la confiance du Parlement.
Le 3 janvier 2017, le président du PSD, Liviu Dragnea, annonce la composition du nouveau gouvernement, qui compte 26 ministres dont huit femmes et quatre représentants de l'ALDE. Lors du vote de confiance au Parlement le 4 janvier, son gouvernement reçoit l'investiture par 295 voix pour et 133 voix contre, soit 61 suffrages de plus que la majorité constitutionnelle requise. Quelques heures après le vote de confiance, le gouvernement prête serment devant le chef de l'État. Ce dernier reçoit les ministres très froidement, leur rappelant qu'ils doivent désormais tenir leurs promesses électorales, les appelant à expliquer comment ils tiendront le déficit public tout en diminuant les impôts et augmentant les dépenses, et interpellant directement Liviu Dragnea à propos de son rôle de Premier ministre officieux.

#### Polémiques et manifestations sur la corruption
Au cours d'une séance du Conseil des ministres le 18 janvier, son gouvernement tente de faire approuver par ordonnance une réforme du Code pénal et une amnistie pour des faits liés à la corruption. L'adoption est empêchée par l'irruption de Iohannis, qui usait pour la première fois d'une telle prérogative constitutionnelle. En réaction à ce projet, 50 000 personnes manifestent dans les rues de Bucarest et d'autres villes du pays et le chef de l'État convoque un référendum sur l'adoption de ces textes.
Le conseil des ministres du 31 janvier, réuni pour approuver le projet de loi de finances, adopte par surprise une ordonnance qui dépénalise certaines infractions et rend plus difficile certaines condamnations, qui n'était pas inscrite à l'ordre du jour et dont le texte est publié au Journal officiel quelques heures plus tard. En réaction, 200 000 personnes, dont 100 000 à Bucarest, manifestent pour dénoncer cette décision et appellent à la démission du gouvernement, ce qui constitue la plus forte mobilisation depuis la chute du régime communiste. Ce décret est critiqué par un communiqué commun des ambassades des États-Unis, du Canada, de l’Allemagne, de la France, des Pays-Bas et de la Belgique, une démarche inédite, tandis que Klaus Iohannis évoque « un jour de deuil pour l'État de droit ».
Le Conseil supérieur de la magistrature annonce qu'il compte saisir la Cour constitutionnelle, estimant que cette ordonnance crée un conflit de pouvoir avec la justice, et la centrale syndicale Cartel ALFA appelle l'exécutif à abroger le texte. Le 2 février, le ministre pour le Milieu des affaires Florin Jianu annonce sur sa page Facebook qu'il remet sa démission, refusant d'assumer « devant [ses] enfants » le contenu de l'ordonnance. Le même jour, l'ancienne ministre déléguée au Dialogue social Aurelia Cristea annonce qu'elle renonce à faire partie du PSD qu'elle juge dirigé « par un groupe criminel ».
Alors que Grindeanu affirme qu'il n'a aucune intention d'abroger l'ordonnance, le procureur général et l'Avocat du peuple indiquent le 3 février leur intention de saisir également la Cour constitutionnelle,. Le 4 février, Liviu Dragnea indique que des discussions vont avoir lieu entre les partis de la majorité pour envisager une révocation des textes en cause. À peine quelques heures après cette déclaration et revenant sur ses propres dires, le Premier ministre fait savoir qu'un Conseil des ministres extraordinaire est convoqué pour le lendemain et décidera de renoncer à l'ordonnance d'urgence, indiquant que le ministère de la Justice et le ministre Florin Iordache assumeront la responsabilité de la mauvaise communication et de la confusion sur ce dossier, et que son dernier souhait « est de laisser la Roumanie divisée en deux ».
Le 8 février 2017, son gouvernement survit à une motion de censure de l'opposition, qui recueille 161 voix favorables, soit en dessous des 233 requis.
Il annonce le 22 février suivant un remaniement ministériel qui affecte quatre départements ministériels. Outre le remplacement définitif de Iordache, démissionnaire, ce changement d'équipe voit le retour des anciens ministres Mihai Tudose, qui retrouve le ministère de l'Économie, et Rovana Plumb, ancienne présidente par intérim du PSD. Ces modifications sont effectives dès le lendemain.

#### Perte du soutien du PSD
Officiellement insatisfait de l'application du programme électoral, et officieusement critique de l'action portée par Grindeanu de lutte contre la corruption, Liviu Dragnea annonce le 14 juin 2017 que l'ensemble des ministres a présenté sa démission et que le PSD est « prêt à former un nouveau gouvernement ». Alors qu'il bénéficie du soutien de l'ALDE dans sa démarche, le président du Parti social-démocrate indique être prêt à faire voter une motion de censure si le Premier ministre ne se démet pas de lui-même.
Bien que la position du principal parti de la majorité ait été adoptée à l'unanimité des 68 membres du comité exécutif et qu'elle soit assortie d'une menace d'exclusion pour tout adhérent qui rejoindrait le gouvernement, Sorin Grindeanu déclare qu'il est prêt à se retirer, à condition que le président roumain accepte n'importe quel candidat issu du PSD pour former le nouveau cabinet et que le président du parti renonce à ces fonctions, car « il a choisi les ministres et se trouve donc comptable des mauvaises performances du gouvernement ». Il ajoute que « ce gouvernement est celui de la Roumanie, pas de l'exécutif du PSD » et qu'il ne comprend pas cette réaction après seulement six mois au pouvoir. Le soir même, des manifestants du début de l'année se réunissent dans un parc de la capitale afin de lui apporter leur soutien.

#### Motion de censure et remplacement
Alors que le Parti social-démocrate et l'ALDE déposent une motion de censure à son encontre le 15 juin, il est exclu du PSD. Le 21 juin, la motion de censure est adoptée par 241 voix pour et dix voix contre. Grindeanu dénonce le risque « d'un retour en arrière, à l'époque d'avant 1989 » et juge « incompréhensible » l'adoption de la motion.
Le 26 juin 2017, le ministre de l'Économie, Mihai Tudose, est nommé pour le remplacer. Celui-ci forme son gouvernement le 29 juin et lui succède le jour même. 

### Après son départ du gouvernement
Il est élu le 7 novembre suivant président de l'Autorité nationale pour l'administration et la réglementation des communications (ANCOM) par le Parlement, recueillant 270 voix pour et 117 contre. Lors du vote en commission, le PNL, l'UDMR s'opposent à sa candidature tandis que le PMP s'abstient.
Le 24 août 2020, il fait son retour au PSD, dont il devient le premier vice-président.

### Vie privée
Il est marié et père d'un enfant.